# King's College Chapel
King's College Chapel är en kyrkobyggnad vid King's College vid universitetet i Cambridge uppförd i engelsk sengotik i perpendikulärstil 1446–1515. De stora  glasmålningarna färdigställdes 1531. Kyrkan har världens största solfjädervalv. Lektoriet i tidig renässansstil uppfördes 1532–1536.
Universitetsförsamlingen tillhör Engelska kyrkan och King's College Chapel används för dess gudstjänstliv, med dagliga gudstjänster. Kyrkan är framför allt känd för sin körmusik, och är hemvist för King's College Choir. Som landmärke är den en vanlig symbol för staden Cambridge.

## Uppförandet av kapellet

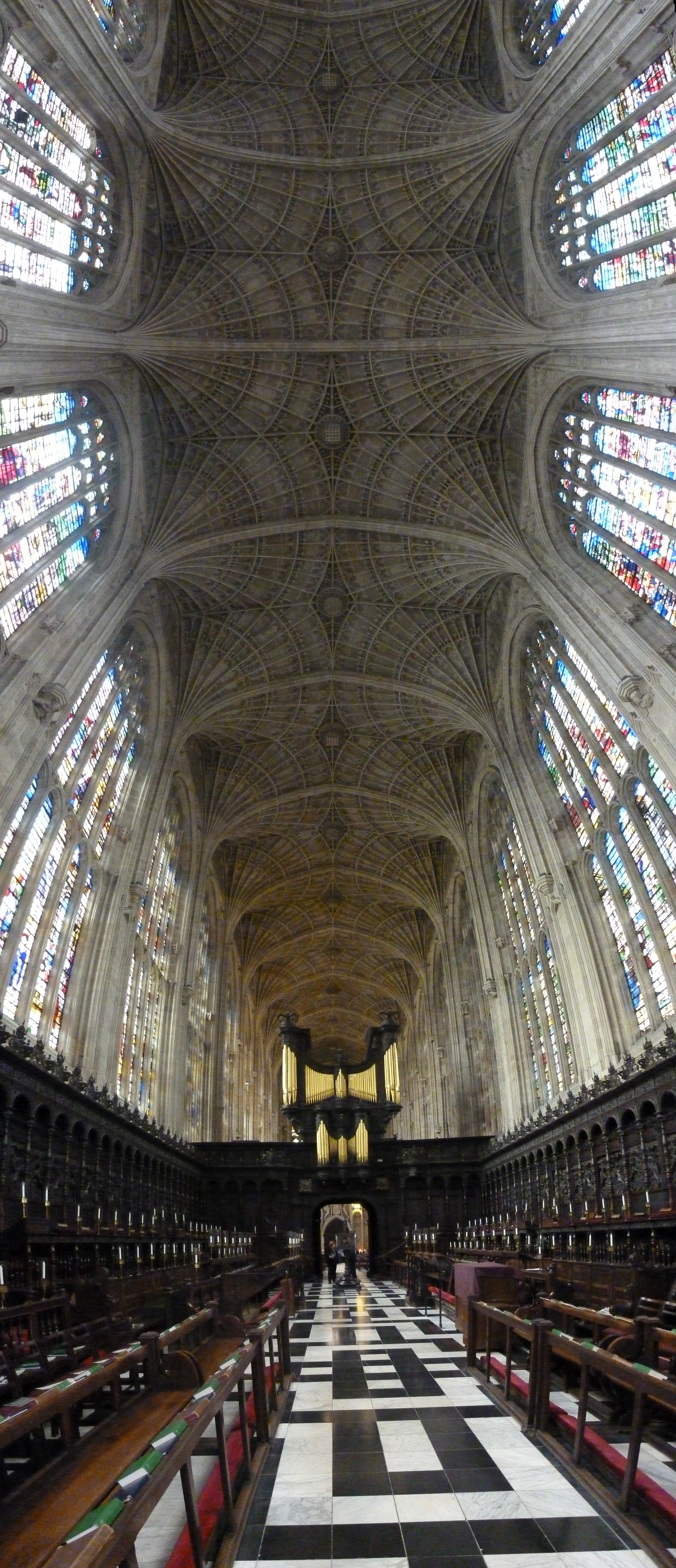
Världens största solfjädervalv, byggt mellan 1512 och 1515 i King's College Chapel

Ursprungligen planerade kung Henrik VI att bygga en motsvarighet till Eton College (vars kapell är snarlikt, men i en mindre skala). Kapellet var dock den enda byggnad som kungen kom att uppföra. Han bestämde själv måtten på kapellet.
Församlingskyrkan St John Zachary revs för att ge plats åt kapellet; församlingens präst, den senare biskopen Nicholas Close, utsågs till förman (overseer) för bygget.
Kapellets arkitekt var troligen Reginald av Ely, som arbetade på platsen från 1446. Två år tidigare hade Reginald fått i uppdrag att hitta hantverkare för kapellets konstruktion. Han fortsatte att arbeta på platsen tills bygget avbröts 1461, troligen efter att ha ritat taket. Kapellet är uppfört i perpendikulärstil, med undantag av några masverk på kapellets östra sida som antas vara ritade av Reginald och är i flamboyantstil.
Den första stenen till kapellet lades av Henrik själv på aposteln Jakobs helgondag den 25 juli 1446, fem år efter att skolbygget påbörjats. I slutet av Rikard III:s regeringstid (1485) hade fem travéer färdigställts och ett tak av trä uppförts. Henrik VII besökte staden 1506 och betalade för att arbetet skulle återupptas och lämnade till och med pengar så att arbetet kunde fortsätta efter hans död. År 1515, under Henrik VIII, var byggnaden färdig, men de stora fönstren hade ännu inte tillverkats.
De ursprungliga planerna krävde stjärnvalv, och korets pelare byggdes för att överensstämma med dem. Bygget kom dock att avslutas med ett komplext solfjädervalv. Kapellet har världens största solfjädervalv, byggt 1512–1515 av murarmästaren John Wastell. Här finns också fina medeltida glasmålningar.
Ovanför altaret finns De vise männens tillbedjan av Rubens, målad 1634 för de vita nunnornas kloster i Leuven i Belgien. Målningen installerades i kapellet 1968 mitt under en nationell kontrovers. Detta innebar att man sänkte ner golvet i helgedomen som ledde upp till högaltaret. Man hade trott att gradationer skapades 1774 av James Essex, när Essex i själva verket hade sänkt golvet med 5 1/2 tum, men vid rivningen av dessa trappsteg fann man att golvet istället vilade på Tudor-tegelvalv.
Under avlägsnandet av dessa Tudortrappor, byggda på grundarens specifika begäran att högaltaret skulle vara 3 fot över korgolvet, upptäcktes mänskliga kvarlevor i intakta blykistor med mässingsplaketter, daterade från 1400- till 1700-talet, och grävdes ner.
Den slutliga installationen av Rubens var inte heller utan problem: när man väl såg den under det östra fönstret kände man en konflikt mellan bildens virvlande färger och glasmålningens. Rubens målning hade också en liknande form som fönstret, vilket "överskuggade det och fick det att se ut som ett beroende frimärke". Enkla luckor föreslogs, en på varje sida, för att ge den en triptykform (även om bilden aldrig var en del av en triptyk) och ge den oberoende form, vilket är hur man ser Rubens idag. Installationen designades av arkitekten Sir Martyn Beckett, som var "filosofisk om den uppståndelse som detta oundvikligen orsakade - som snabbt blev acceptans för en lösning på ett svårt problem".
Många religiösa platser skadades under det engelska inbördeskriget när puritaner försökte ta bort eller vanställa ikonografi som de ansåg vara olämpliga. Även om parlamentstrupper stationerade i Cambridge använde kapellet som övningsplats, var byggnaden i stort sett orörd. Vissa källor tyder på att Oliver Cromwell, som hade studerat vid Cambridge, beordrade att den skulle skyddas. Nära altaret, på den norra och södra väggen, finns det fortfarande graffiti kvar av soldaterna. Under andra världskriget magasinerades största delen av kapellets glasmålningar som en försiktighetsåtgärd, men kapellet klarade sig även här från skador.

## Fönstren

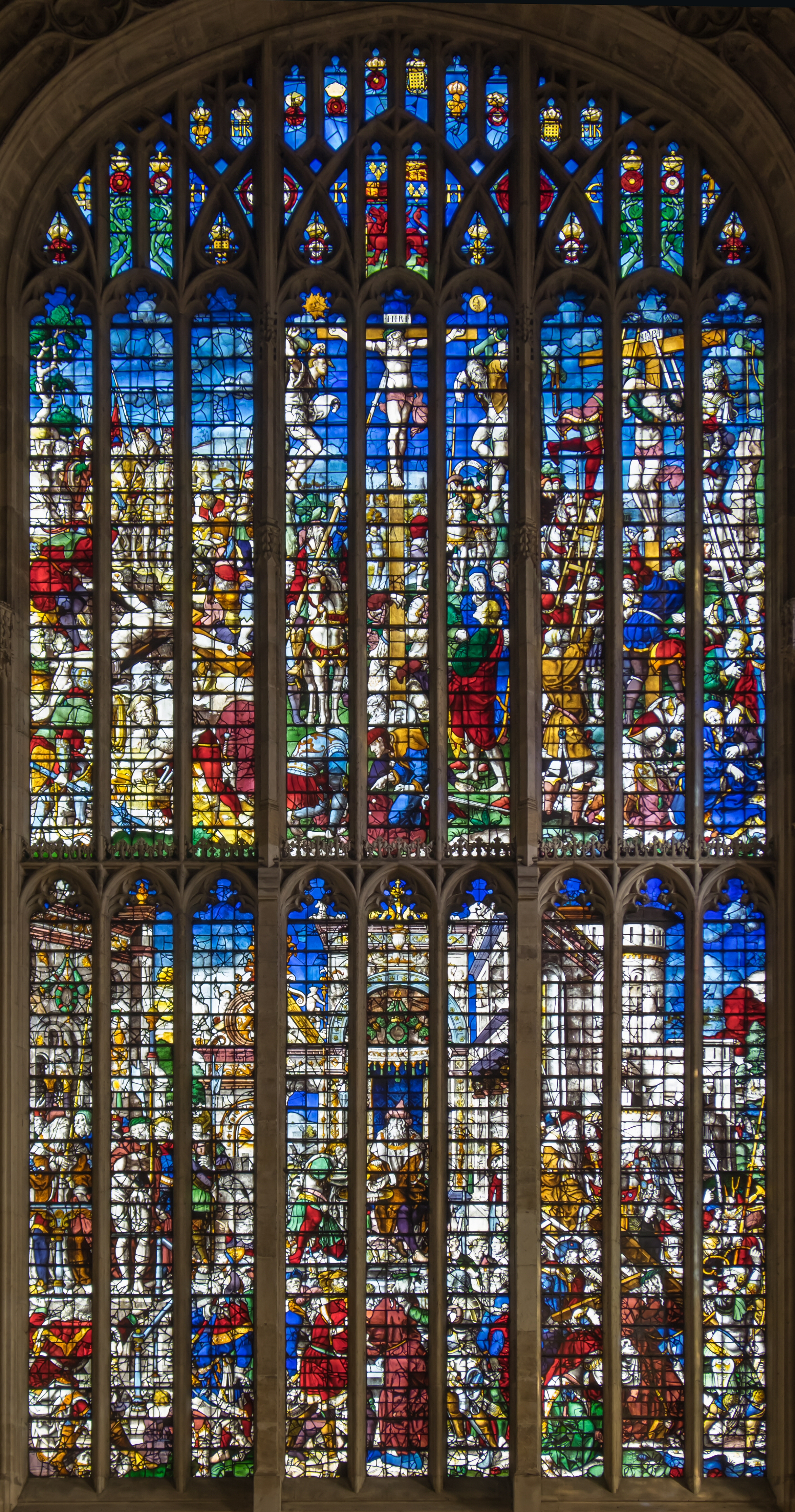
Det stora fönstret i öster

King's College Chapel har tolv stora fönster på vardera sida, samt två större fönster i östra och västra gavlarna. Glasmästeriarbetena är utförda av flamländska mästare med deras verkstäder, med undantag av det västra gavelfönstret. Det västra gavelfönstret är nämligen det enda moderna fönstret, och donerades av en av collegets alumner, Francis Stacey. Det är tillverkat av Clayton and Bell Company 1879.

## Lektorium
Lektoriet, som skiljer långhuset från koret och bär upp orgeln, består av en träskärm utsmyckad med sniderier. Den restes 1532–1536 av Henrik VIII för att fira hans giftermål med Anne Boleyn.
Lektoriet är ett exempel på tidig renässansarkitektur, i kontrast till kapellets i övrigt gotiska perpendikulärstil. Arkitekturhistorikern Nikolaus Pevsner har kallat det för "det mest utsökta italienska dekorationsföremål som överlevt i England".

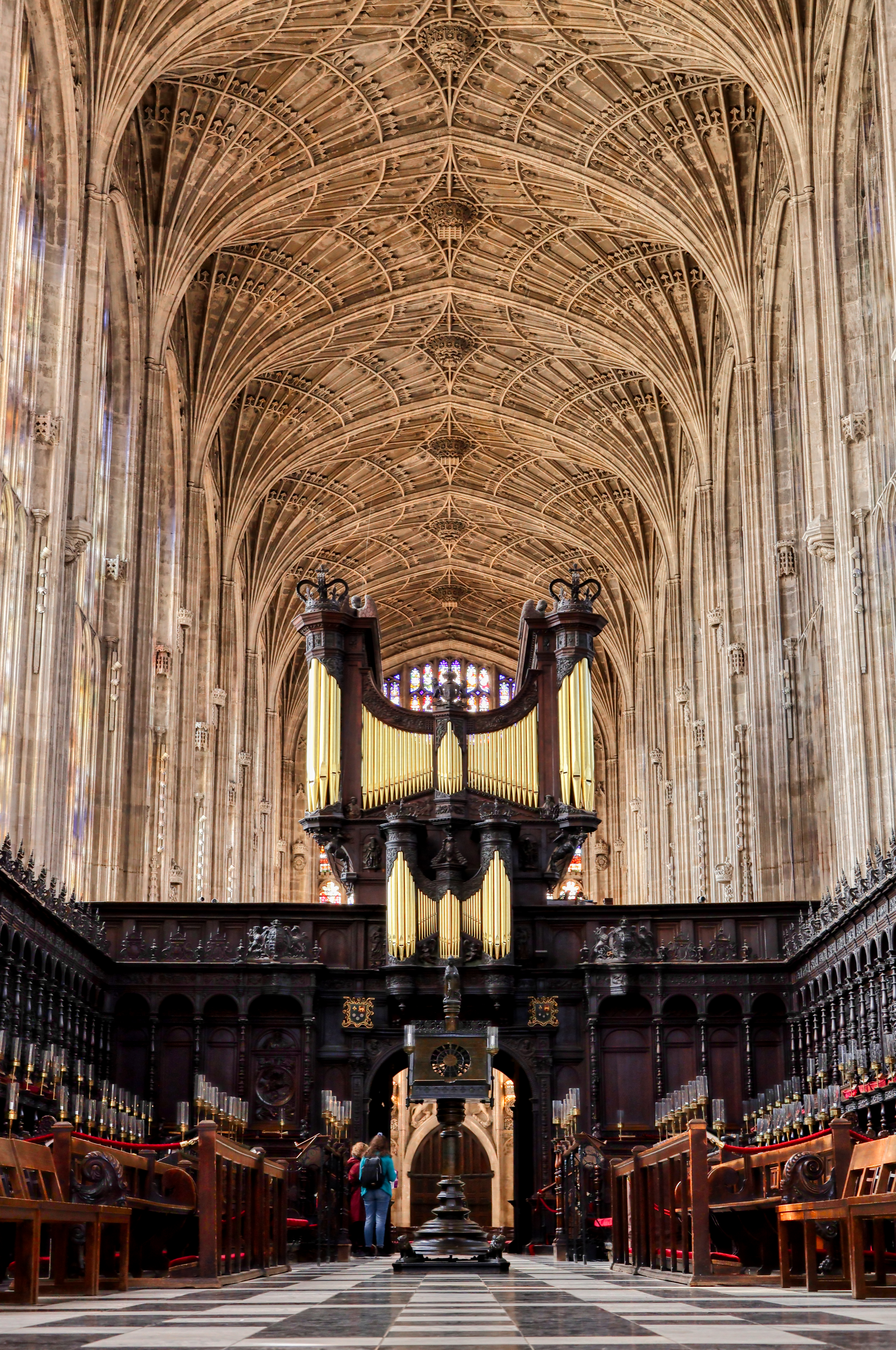
Lektoriet, orgeln och solfjädervalvet.

## Användning idag
Kapellet används aktivt som en plats för tillbedjan och även för vissa konserter och universitetsevenemang. Anmärkningsvärda collegeevenemang inkluderar den årliga King's College Music Society May Week Concert, som hålls på måndagen i avslutningsveckan för universitets läsår (May Week). Evenemanget är populärt bland studenter, alumner och besökare i staden.
Kapellet är känt för sin fantastiska akustik. Den världsberömda kören vid King's College, Cambridge, består av körstudenter, orgelstudenter (manliga studenter vid colleget) och körsångare (pojkar utbildade vid den närliggande King's College School). Från 1982 till strax före sin död den 22 november 2019 var dirigent för kören Sir Stephen Cleobury. För närvarande heter han Daniel Hyde. Kören sjunger gudstjänster de flesta dagar under terminstid, och ger också konserter och gör inspelningar och sändningar.
BBC har sänt körens A Festival of Nine Lessons and Carols från kapellet på julafton, under vilken en sologossopran sjunger den första versen av Once in Royal David's City. Det finns också en kapellkör med manliga och kvinnliga studenter, King's Voices, som sjunger aftonsång på måndagar under terminstid.
Kapellet ses allmänt som en symbol för Cambridge (till exempel i logotypen för Cambridge City Council).

## Präster och stiftstillhörighet
Kings College Chapel leds av en dekan som tillsammans med en kaplan ansvarar för gudstjänstlivet och den andliga vården om studenter och lärare vid kollegiet.
Likt övriga kollegier vid universitetet i Cambridge är King's College att betrakta som en peculiarförsamling, och tillhör därför inte Ely stift. Visitator är i stället biskopen av Lincoln. Trots det finns ändå en stark samhörighet i praktiken, då universitetsprästerna behöver biskopens tillstånd för att kunna verka utanför det egna kollegiet, samt för att erhålla vigselrätt. Därutöver deltar också flertalet av universitetsprästerna i präst- och teologutbildningarna, eller bedriver forskning i nära anslutning till Engelska kyrkans verksamhet och intresseområde.

## Musikliv
Kapellets körer och musikliv spelar en central roll för kapellet, och är den del av verksamheten som flest studenter, forskare och allmänhet kommer i kontakt med. Arbetet leds av en Director Musices.
The Choir of King's College, Cambridge, bildades på 1400-talet och dess huvuduppgift är att sjunga i de dagliga gudstjänsterna i kapellet. Kören består dels av 14 gossopraner i åldrarna 8–15 år, dels av 14 studenter vid universitetet fördelade på sex basar, fyra tenorer och fyra kontratenorer. Gossopranerna genomför sin skolgång som internatelever vid King's College School. Under mer än 100 år har kören nått en målgrupp långt utanför colleget, genom inspelningar, konserter och turnéer. Dess julkonsert, A Festival of Nine Lessons and Carols, har genomförts sedan 1918 och sänts av BBC så gott som årligen sedan 1928. Vokalgruppen King's Singers har sitt ursprung i The Choir of King's College, och har funnits sedan 1968.
Utöver kapellkören finns även en blandad kör och kapellet erbjuder återkommande körkonserter, orgelkonserter från collegets orgelelever samt en bredare konsertserie under ledning av Director Musices.